# Quljeed
Quljeed est une ville située 30 km à l'ouest de Borama, capitale de la région Awdal (Somalie)[réf. incomplète]

## Géographie
Quljeed est située près de la frontière éthiopienne, et les habitants des deux côtés de la frontière sont exclusivement du Reere geedi un sous-groupe, clan de la tribu Ciise
Quljeed et ses environs sont habités par des fermiers qui possèdent également des troupeaux de bétail, de chèvres, de moutons, et de chameaux. La municipalité de Quljeed s’étend (de l'est à l'ouest) de Fulunfuul à Xooga Cadaada et (du sud au nord) de Culaanculeh à Qolqol et Ciyeh.

## Histoire
La ville est fondée en 1956 à l'ouest de la Ceinture de verdure (Seeraha) de Borama, elle est une municipalité depuis 2009 sous le président Dahir Riyale Kahin. Plusieurs conférences historiques ont été organisées à Quljeed.
Elle avait 6 000 habitants et compte environ plus de 1 000 fermes ce qui fait de cette ville la ville la plus verte juste derrière Borama et la plus laitière de Awdal.
Des personnages célèbres sont nés à Quljeed, comme :
- Dahir Riyale Kahin
- Maxamud Cabdi Qayad (Caaqil)
- Cilmi Robleh Fureh (cilmi kabaal) (ancien chef de la police du Somaliland)
- Axmed xaaji Bahadoon (Caaqil)
- Axmedwali Ibrahim Furinleh (Musicien)
- Cawaleh Faraax Bustale (Cornell)
- Muuse Kidaar (Caaqil)